# Diploglossus
Diploglossus – rodzaj jaszczurek z rodziny Diploglossidae.

## Zasięg występowania
Rodzaj obejmuje gatunki występujące na Kubie, Montserracie, Portoryko, w Nikaragui, Kostaryce, Panamie, Kolumbii, Ekwadorze, Brazylii, Boliwii i Peru.

## Systematyka

### Etymologia
Diploglossus: gr. διπλοος diploos „podwójny”, od δυο duo „dwa”; γλωσσα glōssa „język”.

### Podział systematyczny
Do rodzaju należą następujące gatunki: 
- Diploglossus delasagra (Cocteau, 1838)
- Diploglossus fasciatus (Gray, 1831) – dwujęzycznik pasiasty[7]
- Diploglossus garridoi Thomas & Hedges, 1998
- Diploglossus lessonae Peracca, 1890
- Diploglossus microlepis (Gray, 1831)
- Diploglossus millepunctatus O’Shaughnessy, 1874
- Diploglossus monotropis (Kuhl, 1820)
- Diploglossus montisserrati Underwood, 1964
- Diploglossus nigropunctatus Barbour & Shreve, 1937
- Diploglossus pleii Duméril & Bibron, 1839